# José Domingo de Obaldía
José Domingo de Obaldía Gallegos (David, 30 gennaio 1845 – 1º marzo 1910) è stato un politico panamense.

## Biografia
È stato il secondo Presidente di Panama, dopo Manuel Amador Guerrero, ed il primo ad essere eletto dal popolo dopo la scissione del Paese dalla Colombia. Rimase in carica dall'ottobre 1908 al marzo 1910. Morì prima della conclusione del suo mandato. Dal 1904 al 1908, inoltre, era stato Vicepresidente del Paese. 
Era figlio di José de Obaldía, Vicepresidente della Repubblica della Nuova Granada negli anni 1850.